# 阿纳斯塔西娅·马拉卡纳娃
阿纳斯塔西娅·亚历山德罗芙娜·马拉卡纳娃（2003年5月1日—），白俄罗斯艺术体操运动员，2021年欧洲艺术体操锦标赛团体银牌得主、2021年世界艺术体操锦标赛团体和集体全能铜牌得主。